# Gestads landskommun
Gestads landskommun var en tidigare kommun i dåvarande Älvsborgs län.

## Administrativ historik
Den bildades som landskommunen Gestad i Gestads socken i Sundals härad i Dalsland när 1862 års kommunalförordningar trädde i kraft. 
Den upphörde vid kommunreformen 1952 genom att gå upp i Brålanda landskommun.
Området ingår sedan 1974 i Vänersborgs kommun.

## Politik

### Mandatfördelning i valen 1938-1946
| 13 | 1 | 6 |

| 20 |

| 14 | 1 | 5 |

| 20 |

| 14 | 1 | 5 |

| 20 |